# Der junge Tischlermeister

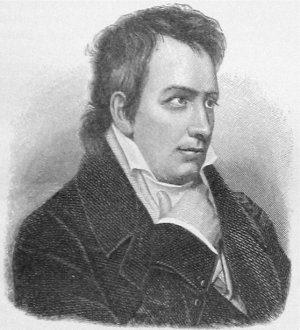
Ludwig Tieck, nach einem Gemälde von Joseph Karl Stieler aus dem Jahr 1838

Der junge Tischlermeister. Novelle in sieben Abschnitten sind Titel und Untertitel eines 1836 publizierten Zeitromans von Ludwig Tieck. Erzählt wird die Geschichte des jungen Tischlermeisters Leonhard, der von seinem Freund Baron Elsheim zum Bühnenbau und Theaterspielen auf sein abgelegenes Schloss eingeladen wird, sich dort in der vom Alltag abgehobenen Kunstwelt in eine der adligen Amateurschauspielerinnen verliebt und in Gefühlsverwirrungen und Beziehungskonflikte mit dem Freund gerät. In die Handlung einbezogen sind zahlreiche Gespräche über Literatur und Kunst, Theatergesellschaft und bürgerliches Leben, die Doppelnatur des Menschen mit irrational-emotionalen, rational schwer kontrollierbaren Phasen, Kunsthandwerk und Maschinenfabrikation und die gesellschaftlichen Prozesse der Zeit.

## Inhalt

### Überblick
Der erste Abschnitt der Novelle spielt 1802 beim Tischlermeister Wilhelm Leonhard und seiner Familie in einer nicht benannten Stadt mit Handwerksbetrieben, „mechanischen Anstalten“ und „Fabriken“. Leonhard wird von seinem Freund Baron Friedrich Elsheim zum Bühnenbau und Theaterspiel auf sein Schloss nahe der Grenze zu Franken eingeladen. An diesem Haupthandlungsort übt eine kleine, meist adlige Amateurtheater-Gesellschaft einige Wochen lang ihre Stücke ein, führt sie auf und trägt dazwischen ihre Beziehungskonflikte aus, in die der Tischlermeister hineingezogen wird (3. bis 5. Abschnitt). Zu Romanende reist Leonhard durch Franken, wo er seiner Jugendliebe begegnet, und kehrt dann zu seiner Familie zurück.

### Leonhards Handwerkerfamilie
Die Romanhandlung spielt im Jahr 1802 in Wilhelm Leonhards Heimat und auf Baron Friedrich Elsheims Gut im Mittelgebirge. Der Tischlermeister Leonhard hat in einer Stadt mit Manufakturen und Fabriken ein ansehnliches Handwerkergeschäft mit vier Gesellen und fünf Lehrburschen und ist seit anderthalb Jahren mit seiner Kinderliebe Friederike verheiratet. Die beiden haben das Waisenkind Franz bei sich als Pflegesohn aufgenommen. Ihre Beziehung scheint glücklich, aber ohne Leidenschaft, nach der Meinung Freund Elsheims die Voraussetzung für eine stabile Ehe.
Einerseits ist die bürgerliche Lebensweise Leonhards Grundlage, andererseits empfindet er sich als Künstler und denkt mit Sehnsucht an die unbeschwerte Wanderschaft vor ca. 10 Jahren als Tischlergeselle mit einer Jugendliebe in Franken. Wenn er den Ablauf des Jahres verfolgt, wird ihm „so kläglich zu Sinne, dass [er] aus Wehmut auf das Zwitschern der Schwalben hört[-] und fast weinen muss[-], als das Abendlied der alten Wollspinnerin von drüben herübertönt[-]. So ist es, aber was es ist, kann [er] selbst nicht sagen.“ Beim Abendessen erzählt er seinen Angestellten von seiner Wanderschaft und das Thema Reisen dominiert auch die Unterhaltung mit seinem Handwerkerfreund Krummschuh: Sie unterhalten sich über spukhafte Erscheinungen am Ochsenkopf im Fichtelgebirge und er berichtet über seine Kindheit, die Lateinschule, dann die Ausbildung zum Tischler, die er einem trockenen Faktenwissen-Studium vorgezogen hat. Eine Gegenfigur zu ihm scheint der pedantische Magister Fülletreu zu sein, der Franz unterrichtet. Dessen unglückliche Liebesgeschichten und Misserfolge bei Anstellungen als Pfarrer kontrastieren mit Leonhards Biographie, aber im letzten Abschnitt kommt seine verdrängte Innenwelt, seine lange verheimlichte Liebe zu Friederike, zum Ausbruch.
Leonhards pragmatische Frau ahnt nichts von diesen dämonischen Gefährdungen. Sie hat Verständnis für den Wandertrieb ihres Mannes und akzeptiert, wenn auch etwas enttäuscht, seinen Wunsch, das Angebot seines abenteuerlustigen Jugendfreundes, des Barons Friedrich Elsheim, anzunehmen, ihn für einige Wochen auf das von ihm übernommene Landgut seiner Familie zu begleiten, um dort in den Rittersaal des Schlosses eine Bühne für Theateraufführungen einzubauen. Als erstes Stück ist Goethes „Götz von Berlichingen“ geplant, in dem er eine Rolle übernehmen könnte. Das ist für Leonhard, der einmal Schauspieler werden wollte, eine große große Verlockung.

### Reise zu Elsheims Gut
Auf dem Weg zum Gut freuen sich beide an der nach drei Tagen erreichten Mittelgebirgslandschaft und erinnern sich an ihre früheren Reisen, Leonhard durch Franken und das Rheinland, Elsheim durchs Neckartal nach Heidelberg. Ein gemeinsamer Bezugspunkt sind die historischen Burgen Götz von Berlichingens. V. a. sprechen sie über ihre Lebenseinstellungen, ihre Pläne, den gesellschaftlichen Wandel und die Kunst und merken dabei, dass sie sich seit ihrer Jugendfreundschaft unterschiedlich entwickelt haben und zu Kontrastfiguren geworden sind. Leonhard ist ernsthaft und verantwortungsbewusst, während Friedrich sich die Abenteuerlust und Leichtlebigkeit erhalten hat. Er will die Fülle des Menschseins aus der Jugendzeit und auch in Liebesangelegenheiten bei rauschhaften Festen mit gutem Essen und Trinken weiter genießen und versucht den Freund, während ihres Urlaubs zu mehr Freizügigkeit ermuntern. Während ihrer Fahrt mit der Kutsche erinnern sie sich an frühere Erlebnisse und Leonhard erzählt von seiner Bekanntschaft mit dem katholischen Mädchen Kunigunde vor ca. 10 Jahren in der Nähe von Bamberg. Er war ihr Beschützer vor einem wilden Burschen namens Wassermann, aber wegen ihrer unterschiedlichen Konfessionen und regionalen-familiären Bindungen schien ihre Liebe keine Zukunft zu haben und sie trennten sich. Dass Leonhard die sexuelle Bereitschaft Kunigundes nicht genutzt hat, kann Elsheim nicht verstehen.
Auch bei anderen Themen sind sie unterschiedlicher Auffassung. Friedrich bemerkt die Melancholie seines Freundes und fragt ihn, warum er nicht bei seinem Können seinen Betrieb ausbaue, als Designer Pläne entwerfe und die Arbeiten von seinen Angestellten ausführen lasse. Wilhelm lehnt dies ab. Er habe auf ein akademisches Studium verzichtet, weil er den direkten Kontakt mit den verschiedenen Holzmaterialien haben möchte. Er kritisiert auch die neue Möbelfabrikation und bevorzugt die alte handwerkliche Zunfttradition mit der Handwerkerfamilie. In der industriellen Entwicklung sieht er die Gefahr „einer allgemeinen Knechtschaft entgegenzugehen, und dass man uns vorpredigt, nur Geld zu erwerben zu suchen, um Luxus, Ausschweifungen und Sklavenhochmut Ketten wie Freiheit verlachen zu können.“ Er warnt vor dem neuen Geist des Nützlichkeits- und Erwerbsprinzips, bei dem die Lebensfreude und das Spiel als Ausgleich der Triebe zu kurz komme und der Vernunftbegriff einseitig definiert werde: Die Vernunft könne nur das Gleichgewicht sein. „Denn nicht will der Mensch bloß Mensch sein, er will auch nicht bloß nützlich und erwerbend und Bürger sein, sondern zuzeiten etwas anders außer sich vorstellen. Dieser Trieb, uns außer uns zu versetzen, ist einer der gewaltigsten und unbezwinglichsten, weil er gerade die tiefste Eigentümlichkeit in uns entbindet.“ Als Beispiele nennt Leonhard Aufzüge, Spiele, Repräsentationen aller Art, allegorisch oder komisch, in Scherz und Ernst.
In diese Zeitkritik bezieht Leonhard auch die Kunst mit ein. Er liebt die Verzierungen und Farbgestaltungen der Vergangenheit gegenüber der nüchternen Formgestaltung der Aufklärungszeit, aber die Rokoko-Überladung lehnt er ab: „Gewaltsame Leidenschaften, erschreckendes Unglück, tolle Ausschweifungen sind wohl sehr oft Mangel an Geschick und Kunstsinn zu nennen“. Dies sei das Leben. Jeder Mensch sei eben „aus Widersprüchen zusammengesetzt“ und deren Lösung wolle er probieren. Sein Ideal ist die Verbindung der Widersprüche zwischen der „geraden und krummen Linie, der notwendige Zierrat, der dem nackten Leben zur schmückenden Umkleidung gegeben wird. […] Was sich zu widersprechen scheint, vereinigt sich gelinde und schön, gerade das, was überflüssig und unvernünftig aussieht, ist es, was dem Wahren, Festem und Richtigem Gehalt und Schönheit gibt“. Leonhard sucht den Ausgleich.  Deshalb warnt er auch vor einem ekstatisch-rauschhaften Künstlertum, einer Vereinigung des Bewusstseins mit dem „Nichtbewusstsein“, wie es die zwei Musiker nach ihrer Verulkung des bürgerlichen Publikums einer kleinen Stadt im Wirtshausgespräch mit den beiden Freunden mit Zustimmung Elsheims proklamieren. Alles sei nur bis zu einer Grenze reizvoll und fördernd. Bei deren Überschreitung werde „das Beste nur Torheit und die höchstem Weisheit Wahnsinn“. Es bedürfe auch in der Kunst der Schranken der „Ordnung, Ruhe, Selbstbeobachtung und nüchterner Zweifel“, in der Mäßigkeit und Notwendigkeit.

### Amateurtheater im Schloss
Elsheim schlägt Leonhard, anfänglich gegen dessen Einspruch, eine Maskerade auf seinem Schloss vor: Er werde ihn seiner Familie und seinen adligen Freunden nicht als Tischler, sondern als Professor und Architekt vorstellen, um ihn vor deren Vorurteile zu bewahren und bei ihnen seine Kunstbegabung und Gelehrsamkeit frei zur Entfaltung kommen zu lassen.

#### Goethe: Götz von Berlichingen
Nach Eintreffen der Gäste, Verwandten und Freunde der Familie, trägt Elsheims Jugendfreund Adolph Mannlich (spielt den Götz) als Regisseur die Spielfassung mit den Kürzungen vor und macht Vorschläge für die Rollenbesetzungen, die meist akzeptiert werden. In den nächsten Tagen wird unter Leonhards (Mönch, Lerse) Anleitung die Bühne gebaut, die Gesellschaft lernt sich kennen und die verschiedenen Charaktere und Eigenarten werden sichtbar, Dorothea von Seltens (Georg) sprudelndes Temperament, Albertine von Fernows (Maria) Welt- und Lebensschmerz, Professor Emmrichs (Sickingen) „Zugwind“- und Luftphobie, Graf Bitterfelds (Bischof von Bamberg) Kritiksucht.
Es bilden sich Sympathien, Charlotte (Adelheid) und Leonhard sprechen oft miteinander, Dorothea und Albertine befreunden sich, man spricht und tratscht mit- und übereinander. Z. B. fallen Leonhards höfliche Zurückhaltung, sein Wissen und seine Kunstfertigkeit Albertine angenehm auf, während sie in Elsheim (Weislingen) die den Frauen gegenüber „hochfahrenden“ Männer und „die ganze Verkehrtheit unsers Zeitalters“ verurteilt. Er wiederum hat, wie er Leonhard gesteht, hat eine Abneigung gegen seine von der Familie gewünschte Braut.
Teilweise in Vernetzung mit dem Privaten entwickelt das Theaterspiel sein eigenes Leben. Auf der Bühne verschwindet das „eigene[-] wirkliche[-] Leben“ der Spieler „fast gänzlich und jeder ertappt[-] sich darauf, dass er auch in den Freistunden seine angelernte Rolle fortspielt[-]“. Während Elsheim mit seinem Experiment zufrieden scheint, sieht Leonhard die Entfernung ihrer Spielerei von Goethes Intention und die teilweise Wirkung einer Parodie, v. a. durch die Deklamationen des Protagonisten, und er fürchtet die Reaktion der das Residenz-Theater gewohnten anspruchsvollen Gäste, die von Elsheims Mutter überraschend eingeladen wurden. Die ersten Szenen werden vom Publikum wohlwollend aufgenommen, doch im 3. Aufzug kommt es zu einem Eklat, als Mannlich den in der Spielfassung gestrichenen Schwäbischen Gruß Götzens ausspricht, die adligen Damen in Ohnmacht fallen und die Aufführung abgebrochen werden muss. Die düpierten Gäste reisen empört ab und Elsheim erklärt der Baronin die Taktlosigkeit als Eigenmächtigkeit des Götzdarstellers, der vorübergehend mit Besuchsverbot im Gutshaus bestraft wird. Bei der Bühnengesellschaft verstärkt jedoch der Skandal, nach überstandenem Schrecken, das Gemeinschaftsgefühl. Das Stück wird unter Elsheims Leitung mit einem neuen Hauptdarsteller (Emmrich) noch einmal vor einem kleinen regionalen Publikum aufgeführt, diesmal bis zum Schluss, und alle sind stolz auf ihre Leistungen.

#### Shakespeare: Was ihr wollt
Durch den Erfolg beflügelt plant Emmrich als nächstes Stück Shakespeares Was ihr wollt und stellt die Besetzungsliste vor. Elsheim als Herzog zwischen Charlotte (Olivia) und Albertine (Viola) spiegelt ihre private Konstellation. Für die Komödie wird der Saal von Leonhard zu einer  Shakespearebühne umgebaut. Emmrich interpretiert den Beteiligten die Komödie und erläutert den Darstellern ihre Rollen. Das Stück wird zweimal zur Zufriedenheit aller Mitwirkenden und auch der Baronin, die ihren Götz-Schock bei einer befreundeten Gutsherrin überwunden hat, an ihrem Geburtstag aufgeführt.

#### Schiller: Die Räuber
Nach dem Shakespeare-Erfolg beschweren sich einige nicht eingeladene Gutsnachbarn und Personen mit Bühnenambitionen, wie die Förstertochter, bei Elsheim über ihre Nichtbeachtung und möchten bei zukünftigen Theater-Produktionen mitwirken oder als Publikum dabei sein. Die Ankunft des auf Schillers Räuber spezialisierten Wanderkünstlers und Alleinunterhalters Ehrenberg bringen Elsheim und seine Freunde auf die Idee, mit dem professionellen Schauspieler, der auf seiner Tournee sowohl Karl als auch Franz verkörpert, als Kern und weiteren Spielern der Schlosstheatergruppe und der Landbevölkerung, dem Schulmeister, einigen Bediensteten und Jägern, eine schnell vorbereitete Aufführung mit Musikeinlagen zu organisieren und damit die Unzufriedenen zu besänftigen und Spannungen aufzulösen. Elsheim ahnt, dass dieses Spektakel auf Kosten des differenzierten Spiels gehen wird und verschont damit seine Mutter und die adligen jungen Frauen, die sich wegen Unwohlsein entschuldigen. Aber gerade die kräftigen Auftritte der Protagonisten und die lautstarken Räuber-Aktionen auf der Shakespearebühne mit Soldaten und Hundemeute, Gesang und Kampgetöse begeistern sowohl die Mitwirkenden als auch das Publikum und Elsheim wird auf dem anschließenden Fest von den benachbarten Gutsherren als Veranstalter gefeiert.

### Charlottes Zauberkreis
Ein Brief Friederikes an den „Meister Leonhard“ führt vorübergehend für Unruhe, doch Elsheim reagiert spontan mit Erklärung des Schreibens einer italienischen Gräfin an ihren „Maestro in Architettura“. Bei Leonhard weckt die Nachricht seiner Frau, sie vermisse ihn, „verwirrende[-] Empfindungen“, die ihn „aus dem Taumel heraus[reißen], der ihn bis jetzt umkreiset hatte, erinnerte er sich mancher wunderbaren Erzählung, wie ein Mensch verzaubert und gebannt sein könne, dass er sich trotz seines bessern Willens, den ihn fesselnden Kreisen nicht zu entziehen vermöge.“ Der Zauberkreis ist seine anfangs nicht eingestandene Verliebtheit in die Adelheid- und Olivia-Darstellerin Charlotte, die ihn zunehmend fasziniert.
In den Tagen nach der zweiten Götz-Aufführungen entspannt sich die Amateurtheater-Gesellschaft und diskutiert die Aufführungen Leonhard und Charlotte interpretieren in langen Gesprächen Goethes Drama und v. a. die Charaktere Weislingens und Adelheids und in dieser Verbindung die Themen „Liebe und Treue, Freiheit und Bindung“. Charlotte sieht in den beiden Theaterfiguren die belebenden Personen des Lebens und bezeichnet sie als Prototypen des Männlichen und des Weiblichen. Treue erhalte nur einen Sinn durch ihre Gefährdung. Nach Goethe müsse Liebe individuell in jeder Situation und Konstellation „in eigener Süße und Frische in ganz verschiedenen Traumgestalten sich aussingen und dichten“ und dies verlocke sie zur Untreue und mache sie zu einem „höchst poetischen Gewebe“. Leonhard stimmt ihr zu, sie küssen sich in der Laube, werden aber von Elsheim, der ebenfalls in Charlotte verliebt ist, unterbrochen und zum Abendessen gerufen. Auf dem Rückweg durch den Park begegnen sie Albertine und Leonhard nimmt ihre „auffallende Schönheit“ wahr und sieht „in sich selbst […] wie in eine dunkle Tiefe hinein“ und fragt sich: „Was will ich denn? Bin ich von jener gefangen und soll hier auch an dieser Schönheit stranden? Welcher Unterschied zwischen den beiden reizenden Wesen! Wie zwei verschiedene Welten! Ja wohl ist unser Herz unersättlich, und es fordert Kraft und Tugend, diesem Durst zu widerstehen; doch matt ist unser Gefühl, indem wir unsere Stärke üben. Und was erfolgt, wenn dies nicht geschieht? Bitteres Erwachen aus süßen Träumen!“
Leonhard gerät weitergehend in Charlottes Bannkreis, als sie ihn in eine einsame Waldhütte lockt und ihm bei ihren Umarmungen ihre Liebe gesteht, diese allerdings zugleich als Traum bezeichnet: „Alles Liebliche ist so flüchtig, alles Schöne hält uns nicht stand, und wir besitzen nichts, als nur wie in einem süßen Traum gefesselt; wenn wir erwachen, hat uns die nüchterne Wirklichkeit um alle unsere Schätze betrogen.“ Sie will mit ihm nur den Augenblick der Gegenwart leben und weiß, dass sie beide wieder in ihre Welt zurückkehren werden. Leonhard wird sich seiner Verstrickung bewusst und er hat Schuldgefühle seiner Frau gegenüber. Er denkt an alte Sagen von bösen Geistern „in der Gestalt blendender Reize und verlockender Lüste“ und ihm kommt sein bürgerliches Leben „unbehaglich, beklemmend, nüchtern und fast niedrig“ vor und zugleich als „paradiesische Heimseligkeit“.
Nicht nur Leonhard ist in Charlotte verliebt, sondern auch Elsheim und dies führt ihre Freundschaft in eine Krise. Als der Baron, der von der Mutter mit Albertine verheiratet werden soll, wogegen er sich wehrt, herausfindet, dass Charlotte sich in der Waldhütte mit Leonhard getroffen hat und ihm Briefe schreibt, zugleich aber auch ihm Liebessignale sendet, reagiert er eifersüchtig. Er fragt Dorothea über ihre Freundinnen Charlotte und Albertine aus und erfährt, dass die beiden in den Freund verliebt sind. Bei Albertine hat die Rivalität mit Charlotte, durch Elsheims Ignoranz ihr gegenüber noch verstärkt, depressiven Folgen. Darauf schwärzt Elsheim den Freund bei Dorothea als verheirateten Don Juan an und hofft, dass sie diese Information an die Frauen weitergibt. Der mit sich beschäftigte Leonhard ahnt nichts von dieser Hintergrundhandlung, bemerkt jedoch die Entfremdung von Elsheim. Schließlich kommt es zur Aussprache der beiden und Leonhard versichert Elsheim, dass ihm die Freundschaft wichtiger ist als ein Abenteuer mit ungewisser Aussicht, das ihn zudem innerlich zu zerreißen droht und aus dem er sich durch seine baldige Abreise befreien müsse. Die beiden versöhnen sich und der Baron will seine Chance bei Charlotte nutzen, indem er an Leonhards Stelle zu dem von ihr vorgeschlagenen Treffpunkt in der Waldhütte erscheint.

### Reise nach Franken
Elsheim begleitet den wieder mit ihm versöhnten Freund über die Grenze nach Franken. Dieser resümiert wehmütig seine Theaterferien: „[I]n gewissem Sinn ist unser ganzes Leben eine Aufopferung. Wie wenige unserer wahren Wünsche können sich erfüllen! Und diejenigen Träume, welche eintreffen, sind, in Wirklichkeit verwandelt, oft sich unähnlich, nicht wiederzuerkennen. Und so tragen, dulden, zweifeln und genießen wir im wechselnden Taumel und trauriger Nüchternheit. Die Jugend fällt von uns ab; selbst das Heiterste dünkt uns töricht; man setzt sich an die Tafel, um zu schwelgen, und steht darbend und ernüchtert auf, weil uns die früheren Gelüste anwidern!“ Nach den Verunsicherungen der letzten Wochen will er nicht sofort zu seiner Frau zurückkehren, sondern noch einige Erinnerungstage an seine Wanderzeit in Nürnberg zubringen und in Bamberg nach dem Schicksal seiner Jugendliebe Kunigunde fragen.
Auf dem Weg begegnet Leonhard mehreren Menschen, die immer wieder ihre Vernunftgrenzen überschreiten und bei denen an einigen „Tollheitstagen“ im Jahr ihr innerer Dämon ausbricht. Alfert, einer der Narren, erinnert ihn kurz vor seiner Abreise aus Nürnberg mit einer irren Zornrede an seine eigene Verwirrung: „Ist Er denn nicht Narr genug für seine Haushaltung? […] Der verteufelte Hochmut in dem Gesindel! Aber es wird euch gewiss noch einmal zu Hause kommen, euer Komödienspielen, in dem ihr ganz verlernt, was Leben und Wahrheit ist. Halunken ihr!“
Nächste Station Leonhards ist das Dorf bei Bamberg, um nach 10 Jahren die „Zauberlinde“, unter dem sie tanzten, wiederzusehen und Kunigunde zu suchen. Seit er die Geliebte verließ, hat er Schuldgefühle und will sich jetzt der Situation stellen. Er trifft Kunigunde als wohlhabende Braut des kürzlich tödlich verunglückten reichen Wassermanns, Leonhards ehemaligen Rivalen, mit dem sie sich auf Drängen ihrer verarmten Eltern verlobt hat. Aber sie hat die ganze Zeit auf seine Rückkehr gewartet und seine sexuelle Zurückhaltung, trotz ihrer Bereitschaft, als Zurückweisung empfunden. Sie ahnt ihren baldigen Tod und die beiden leben einige Wochen glücklich zusammen. Wassermann hat sie als seine Erbin bestimmt und während Leonhard ihre finanzielle Versorgung mit den Verwandten des Verunglückten juristisch klärt, stirbt Kunigunde nach einer Verkühlung.
Leonhard fühlt sich trotz dem tragischen Ausgang von seiner Schuld befreit, kehrt gereift in die Heimat zurück und dies hat Auswirkungen auf seine Beziehung zu Friederike, die jetzt intensiver und herzlicher wird. Ein Jahr bekommen sie die Tochter Albertine. Für Elsheim, dem der Freund bei seinem Taufbesuch seine Begegnung mit Kunigunde erzählt, ist dies eine „ganz mythische Sache“, fast ein „phantastische[s] Märchen“. Seine Geschichte sei „Legende“ und grenze „an das Wunderbare“ Er vergleicht die Station Leonhards vor seiner Heimkehr mit der „Feengeschichte“ Odysseus mit Kalypso.

### Schluss
Der 7. Abschnitt schildert die Situation der Protagonisten ca. zwei Jahre nach dem Theater-Abenteuer. Leonhard und Friederike leben glücklich zusammen, bekommen eine Tochter und hoffen auf weitere Kinder.
Zur Taufe besuchen Elsheim und seine Frau Albertine, Patin des Mädchens, mit ihrem nach Leonhard benannten Sohn Wilhelm den Freund und erzählen sich, was inzwischen passiert ist. Elsheim hat nach einer leidenschaftlichen Affäre mit Charlotte deren Oberflächlichkeit und Ichbezogenheit erkannt und beim gemeinsamen Spiel in Shakespeares „Wie es euch gefällt“ Albertines tiefgründigen edlen Charakter entdeckt und um sie als Ehefrau geworben. Die Schloss-Theaterszene hat sich inzwischen zu den ländlichen Gutsherren Dülmen und Bellmann verlagert, wo Ehrenberg mit dem Schulmeister ein „Nationaltheater“ aufgebaut und eine der Adelstöchter geheiratet hat, wodurch er wohlhabend geworden ist. Das Spiel förderte weitere Ehen: eine Mesalliance zwischen einem Bellmann-Sohn und der Förstertochter Lene und eine standesgemäße Verbindung zwischen Baron Mannlich und Charlotte. Diese sind religiös geworden, haben eine Missions-Gesellschaft gegründet und lehnen jetzt das Theater als teuflisch ab. Elsheim kommentiert: „So geht es aber oft im Leben, und es ist eine gute Andeutung oder Allegorie für die Geschichte der Kunst.“ Denn Zettel (Nick Bottom) habe „ja doch eigentlich bei [ihnen] über Sommernacht, Elfen, Fürsten und Herren, und die ganze anmaßliche Aristokratie den Sieg davongetragen.“
Am Ende des Romans stehen zwei Szenen. Elsheim und Leonhard besuchen den Magister Fülletreu im „Narrenspital“, wo er nach der Genesung von seinem Liebeswahn zu Friederike, die er während der Reise ihres Mannes nicht mehr kontrollieren konnte, ein Refugium von der Gesellschaft erhalten hat. Während er früher als aufgeklärter Kopf den freien Willen proklamiert hat, ist jetzt die Erkenntnis von der Doppelnatur „Vieh-Mensch“ sein Hauptthema. Er hat die Krise überwunden, als er Friederikes Unverständnis über seine philosophischen Liebesbriefe bemerkt hat. „Sanftmut und Demut“ habe bei ihm die Oberhand gewonnen und er unterrichtet jetzt im Spital Kinder in Lesen, Schreiben, Rechnen, Grammatik und der „heiligen Religion“.
In der harmonischen Abschlussszene nimmt Elsheim am gemeinsamen Mittagsessen der Familie Leonhard mit ihren Angestellten teil, denn es sei „schädlich, dass seit lange die sogenannten höheren Stände so völlig abgesondert vom Bürger und Handwerker leben, dass sie diesen nun gar nicht kennen, und auch das Vermögen verlieren, ihn kennenzulernen.“ Diese Trennung vom Lebensbereich der Arbeiter erfasse auch das Bürgertum und damit verliere es die „Vorzüge […] um die ihn der verständige Adlige beneiden möchte.“ Während in der Stadt immer mehr Manufakturen und Fabriken entstehen, hält Leonhard an der alten Zunft-Gemeinschaft fest.

## Form
Ernst Ribbat bezeichnet Tiecks „Tischlermeister“ als Gesprächsnovelle. Große Teile sind Dialoge zwischen Leonhard und Elsheim, aber auch zwischen anderen Figuren, z. B. den beiden schelmischen Musikern oder Professor Emmrich und den Schauspielern, über Philosophie, Kunst und das Leben, gesellschaftliche Veränderungen, Kunsthandwerk und Maschinenfertigung, Reiseerlebnisse durch Franken, Theateraufführungen, die Shakespeare-Bühne, Interpretationen von Goethes „Götz“ und Shakespeares „Was ihr wollt“, das bürgerliche Leben und die Stellung der Künstler in der Gesellschaft usw. Damit bezieht der Autor viele Themen des zeitgenössischen Diskurses über die menschliche Natur in die Handlung ein und vernetzt sie mit Theaterstücken Goethes, Schillers und Shakespeares und mit Sagen- und Märchenmotiven.
„Der junge Tischlermeister“ gilt als Meisterwerk der Novellistik. Die Handlung ist kreisförmig um Leonhards Kreativ-Urlaub vom Alltag aufgebaut: Ausgangs- und Rückkehrpunkt (1. und 7. Abschnitt) ist eine bürgerliche Stadt im Wandel, mit traditionellen Handwerkerbetrieben und neuzeitlichen Fabriken. Die personal und thematisch miteinander verknüpften Reise- und Wirtshausbekanntschaften (2. und 6. Abschnitt) kommen dem Tischlermeister vor, als „wenn [sie] Figuren aus einem dichterischen Märchen wären“, und bereiten auf die Schlossgesellschaft im Mittelgebirge vor.
An den verschiedenen Handlungsorten zeigt sich bei den Protagonisten die zentrale Thematik der Doppelnatur des Menschen, der Phasen der Besessenheit und Unvernunft, des zeitweisen Ausstiegs aus der bürgerlichen Ordnung in eine Welt mit Lustspielabenteuern und anderen „Tollheiten“. Dies wiederholt sich in tragischen und komischen Theaterfiguren und bei Nebenpersonen des Romans in unterschiedlichem Ausmaß, beispielsweise, vom kleinen Tick beim Geigenspiel des alten Dieners Joseph nach der Maserung des Holztisches bis zu den verschiedenen Identitäten des verrückten Franken, den Narrheiten in den Erzählungen des Nürnbergers Lamprecht oder der wahnsinnigen Liebe des Magisters zu Friederike.
Nach Thalmann spielt die zentrale Handlung nicht nur an geographisch undeutlich skizzierten Orten, sondern „auf jeder Bühne und vor allen Kulissen – im Schloss, in der Werkstätte, im Gartenhäuschen, auf der Liebhaberbühne, in der Schenke, im Salon“. Hier kehre alles wieder, „was wir [aus Tiecks Werken] kennen: Die Lovellzweifel, die Eckbertängste, die Sternbaldandacht, die Zauberlinde, der Venusberg, die Ironie der Lustspiele. Zum Spiel treten alle an: die rigorosen Magister mit Lebensangst; die Komödianten und Windbeutel, die ein ganzes Stück allein hersagen und für Karl und Franz Moor nur die Perücke wechseln, die Kammerdiener, ein verrückter Ästhet, der Schulmeister mit dem Holzbein, als Pathetiker des Heroismus, die Hofdamen, die über dem Götzzitat zum Riechfläschchen greifen, die jungen Frauen zwischen Schein und Wirklichkeit der Liebe, die Grafen, die vom Gotha, aber nicht von Goethe gehört haben, die großen Kleinbürger, die sich an kritischen Tagen für den Sohn Friedrichs des Großen halten, in Wirklichkeit sich einbilden, ein Jude, eine Katze, mein Mörder zu sein […] Sie alle dürfen eine Rolle spielen und damit die an die Grenzen des Möglichen gehen.“ An sie trete Tieck das Wort ab, „aus dem die Spannung und die Ironie des Erzählers kommt“: In den Liebhaberaufführungen stiegen alle „aus dem ihnen vorgeschriebenen Lebensraum heraus, werden in neue Bindungen verwickelt, leben unter einem anderen Namen im Zwiespalt zwischen Gewissen und Wunsch“.
Die Sprache der Novelle passt sich an die verschiedenen Situationen an, z. B. wechseln Sentimentalitäten der Empfindsamkeit mit häufigem Weinen und stürmischen Umarmungen der Frauen und Männer („Kaum hatte Leonhard diese Worte geendigt, als sich Elsheim schon an seinen Busen stürzte, und ein heftiger Tränenstrom ihm die Brust erleichterte.“), mit synästhetischen („Sein prüfendes Auge lauschte“) oder ironisch spielerischen, teils onomatopoetischen Formulierungen („die alte Frau von Brommen mit ihren veralteten Töchtern“, „Es war ein Jubel von Biederherzigkeit und deutscher Gesinnung“, „Fast alle reden von Liebe, aber immer nur spielend, dahlend [landschaftlich lautnachahmend für „einfältig, unverständlich reden, scherzen, albern, tändeln“] ohne Gewissen und innerlichste Erlebung.“)

## Entstehungs- und Publikationsgeschichte
Tieck schreibt im Vorwort zu dem Roman: „Der Plan zu dieser Erzählung ist geradezu einer meiner frühesten Entwürfe, denn er entstand schon im Frühjahr 1795. Der Wunsch, klare und bestimmte Ausschnitte unsers echten deutschen Lebens, seiner Verhältnisse und Aussichten wahrhaft zu zeichnen, regte sich lebhaft in mir.“ Andere Arbeiten verdrängten jedoch den Plan und erst 1811 begann er mit der Ausarbeitung und übergab 1819 das bisher Geschriebene der Presse. Die weitere Verzögerung erklärt er damit, „dass [er] immerdar forsche und mehr lerne, je älter [er] werde“. Schließlich wurde die Novelle 1936 im Verlag Reimer, Berlin, publiziert.
Nach Thalmann reicht die Konzeption in „die Nähe des väterlichen Handwerkerhauses zurück“, v. a. in die „Zunftgläubigkeit des Vaters“, und spiegelt neben Tiecks „Shakespeare- und Goetheverehrung“ auch seinen „Widerwille[n] gegen ein geschäftstüchtiges Spätbürgertum […] gegen das Unechte von Erz- und Bronzeimitation, gegen das Monotone des dunklen Mahagoniholzes, gegen die Affektation von Landschaften und Blumenstücken auf Porzellan, gegen das Vordringen der Maschinenware, die mehr die spießige Nachfrage nach Quantität denn nach Qualität galt“. Manches lese sich „wie ein […] frühes Bekenntnis zu Materialechtheit und Kunsthandwerk“.
Auch weitere biographische Bezüge sind erkennbar: Die „Pfingstreise durch Franken“, im Erlanger Semester 1793 mit Wackenroder, um die Zeugnisse der „altdeutschen Zeit“, also des deutschen Mittelalters, zu suchen. Shakespeare-Übersetzungen mit seiner Tochter Dorothea. Bekanntschaft mit Novalis, Fichte, Schelling, Brentano, Goethe, Schiller und Herder 1799/1800 in Jena. Offene Mènage-à-trois-Beziehung mit seiner Ehefrau und seiner Geliebten Henriette Gräfin Finck v. Finckenstein. Theaterrezensent (1826) und Dramaturg am Dresdener Hoftheater (1825–1841). Diese und weitere Erfahrungen bringt der Autor als „homme de lettres“ mit dem Ineinander der „dichterischen“ und „gelehrten“ Existenzweise, das zur Zeit der Romantik noch üblich war, in sein Tischlermeister-Werk ein.

### Zitate
- Dieser Trieb, uns außer uns zu versetzen, ist einer der gewaltigsten und unbezwinglichsten.[63]
- In der Musik strömt ein Geist, der stärker als in allen anderen Künsten, ihren Bekenner der Besonnenheit enthebt.[64]
- Krankheit ist der allerbeste Schulmeister.[65]
- Echte Begeisterung irrt niemals und erschafft sich selbst ihre Regel.[66]
- Die meisten [Menschen] sind viel zu kraftlos, um den Glauben und die Demut zu finden, die unerläßlich sind, um ein echtes Kunstwerk zu verstehen.[67]
- Es müssen andere Zeiten kommen; die Welt hat sich abgenutzt.[68]
- Man wird oft schlimmer, indem man besser wird.[69]

## Rezeption und Interpretation
Von Friedrich Hebbel postum zum „König der Romantik“ gekrönt, vom Maler Wilhelm von Schadow auf der Liste in der Hand des Genius der Poesie (1826) auf eine Stufe mit Homer, Shakespeare, Dante und Goethe gestellt und nach Goethes Tod (1832) zu dessen Nachfolger auf dem Stuhl des „Poeta Germaniae“ ausgerufen, verkörperte Tieck durch seine Bekanntschaft bzw. Freundschaft mit A. W. Schlegel, Fichte, Schelling, Brentano, Goethe, Schiller, Herder, Novalis usw. als „homme de lettres“ das Ineinander der „dichterischen“ und „gelehrten“ Existenzweise, das zur Zeit der Romantik noch üblich war. Gleichwohl blieb er in der Rezeptionsgeschichte ein Autor für Literaturkenner und -liebhaber, dessen Schaffen nicht in den nationalen Schulkanon einging. Das trifft in besonderer Weise für „Der junge Tischlermeister“ mit den zahlreichen Diskursen über Literatur, Kunst und Leben und die gesellschaftlichen Prozesse der Zeit zu (s. Abschnitt Form).
Thalmann betont in ihrer Interpretation die biographischen Bezüge (s. Abschnitt Entstehungs- und Publikationsgeschichte) und die schon im Titel angedeuteten Fragen nach einer bürgerlichen Existenz, die keinesfalls mit Goethes Wilhelm Meister beantwortet werden könne. Es gehe noch um ein Bürgertum im Rahmen des familiären Zunfthandwerks, bei dem der Meister Homer im Original lese und in „natürliche[r] Anmut und Sicherheit“ unter dem märkischen Adel bewege, aber den wirtschaftlich-gesellschaftlichen Wandel ahne. Das Buch sei „in seiner ironischen Distanz zu den Gestalten eine einmalige Darstellung des Bürgertums, die ohne Chronistengeschwätzigkeit geschrieben ist, keine sozialethischen Fragen zelebriert, noch biederes Genügen auf Sofakissen stickt“: Bürger und Adel werden in Leonhard und Elsheim nicht mehr gegeneinandergestellt, sondern sie haben gemeinsame Interessen und diskutieren über die verschiedenen Fragen freundschaftlich auf einem Niveau. „Ihnen gehören gemeinsam Shakespeare, Goethe und das Theater, Nürnberg, das Flackern von Verständnis und Missverständnis, Wandlungen und Krisen des Gefühls. Sie teilen Traumspiele und Liebesspiele, die Einsamkeit, die von aller Gebundenheit erlöst. Sie kennen die Zeichen an der Wand, die das Ende der Jugend vorausdeuten, die in ihnen aber kein Ende findet“. In den Liebhaberaufführungen treten alle aus ihrem vorgeschriebenen Lebensraum heraus und werden in neue Bindungen verwickelt, leben unter einem anderen Namen.
Als weiteres zentrales Thema benennt Thalmann die Frage nach dem Standort des Künstlers in der Gesellschaft. Er habe mit dem Tischlermeister die „Verbürgerlichung des musischen Menschen“ versucht. „Der Instinkt für die Werte des Lebens innerhalb einer ordnungsschaffenden Bürgerlichkeit“ erlaube es dem Autor, „aus Existenzkonflikten der vielstimmigen Person versuchsweise in eine Lösung hinüberzugleiten, die Bürger und Künstler an einem Tisch sitzen lässt“. Eine „letzte Leistung des Bürgertums aus edlem Holz“ sei die „Poesie des Gewöhnlichen“.
Nach Thalmann stellt die Fabel mit der Forderung, „dass auch dargestellte Wirklichkeit unter einem poetischen Strukturgesetz steht“, die geistige Einheit von Tiecks Jugendwerk (Peter Lebrecht) und Altersdichtung, die „unserer Schulästhetik als widerspruchsvolle Reihe von Romantik, Biedermeier und Realismus zum Opfer fiel, von selbst wieder her.“

### Meinungsspiegel
- Kern weist auf Tiecks Distanz zum Figurenensemble des Romans hin. Weder werde eine Gestalt gelobt, noch werde über sie geurteilt.[74]
- Nach Paulin kann aus dem Roman auch Sozialkritik herausgelesen werden.[75]
- Mit dem Tischlermeister sei Tieck ein Vorläufer von Fontane und Thomas Mann.[76]
- Die Arbeit des tüchtigen Bürgers in einer anzustrebenden deutschen Nation, in der aber noch die Kleinstaaterei des Adels vorherrscht, werde verklärt.[77]
- Im Roman werde das Bild einer vorkapitalistischen Zeit gemalt: Der Handwerksmeister agiere gleichsam als Künstler.[78]
- Tiecks Freunde empfanden den Roman als moralisch bedenklich. Der Autor setzte sich 1838 dagegen zur Wehr.[79]
- Der neue Charakter des Produktionsprozesses wird dargestellt: Während die Gesellen arbeiten, sitzt Leonhard hinten im Büro.[80]
- „Der Tischlermeister“ sei „ganz einfach durch und durch mißlungen …“[81]
- Die Frage „Ist Tieck später noch Romantiker geblieben?“ lasse sich am jungen Tischlermeister untersuchen. Denn der Autor habe – mit großen Unterbrechungen – seit 1796 an der Novelle gearbeitet.[82]
- Tieck untersuche Beziehungen zwischen Adel und Bürgertum. Dabei würden „Beschränktheiten“ auf beiden Seiten zur Sprache kommen. Mit der Mustergültigkeit des Adels sei es vorbei. Und die Fundamente der bürgerlichen Bildung ständen auch nicht besonders fest.[83]
- Tieck präsentiere dem Leser seine Dramaturgie.[84]
- Die „Gesprächsnovelle“ solle das Denken fördern.[85]
- Tieck antworte mit dem Tischlermeister nicht auf Goethes Wilhelm Meisters Lehrjahre, sondern setze sich mit seiner Zeit – den 30er Jahren des 19. Jahrhunderts – auseinander.[86] In Tiecks Roman strebe – im Gegensatz zu Wilhelm Meister – kein Bürger das Adelsdiplom an.[87] Im Gegenteil, ein Fazit des Tischlermeisters sei: Der Bürger bleibt absichtlich seinem Stand verhaftet.[88] Und jeder Fluchtversuch des Bürgers aus seinem Lebenskreis werde im Tischlermeister verteufelt.[89][90]
- Im Tischlermeister werde eine „positive“ Utopie vorgeführt. Revolution – etwa um die Vorrechte des Adels abzuschaffen – könne ersetzt werden dort Evolution. In der bürgerlichen Familie könnten Adel und Bürgertum verschmelzen.[91][92]
- Tieck schwanke in den 30er Jahren des 19. Jahrhunderts „zwischen Fortschritt und Bewahren des Alten“.[93]